# Big Band and Jazz Hall of Fame
Die Big Band and Jazz Hall of Fame ist eine US-amerikanische 1995 gegründete non-profit Organisation (Big Band and Jazz Hall of Fame Foundation), die Persönlichkeiten (Bandleader, Musiker, Arrangeure u. a.) aus der Big-Band- und Jazz-Musik durch Aufnahme in ihre virtuelle „Ruhmeshalle“ ehrt. Bis 2008 wurden rund 200 Personen so ausgezeichnet. Ein entsprechendes geplantes Museum mit Konzerthalle in Palm Springs ist bis heute nicht realisiert. Ihr Sitz ist in Oceanside in Kalifornien. Sie entwickeln Jazz-Unterrichtsprogramme, vergeben Stipendien und unterhalten eine Jazzmusiker-Datenbank. Sie unterhalten ein eigenes „Big Band and Jazz Hall of Fame Orchestra“.
Die Auszeichnung hat nichts mit der „International Jazz Hall of Fame“ zu tun, hinter der eine „Charlie Parker Foundation“ in Kansas City steht, oder mit der American Jazz Hall of Fame der Rutgers University/New Jersey Jazz Society. Es gibt auch lokale „Jazz Halls of Fame“, wie die „New England Jazz Hall of Fame“, und die „Downbeat Jazz Hall of Fame“ des „City Jazz Club“ in Orlando in Florida, der zu Universal Studios gehört.

## Liste der Aufgenommenen

### 1978
Louis Armstrong - Duke Ellington - Benny Goodman - Glenn Miller - Ella Fitzgerald

### 1979
Charlie Parker - Bix Beiderbecke - Fletcher Henderson - Miles Davis - Billie Holiday

### 1980
John Coltrane - James P. Johnson - Thelonious Monk - Earl Hines - Lester Young - Frank Sinatra

### 1981
Count Basie - Tommy Dorsey - Charlie Christian - Woody Herman - Buddy Rich - Billy Strayhorn - W. C. Handy - Bessie Smith

### 1982
Jelly Roll Morton - Stan Kenton - Art Blakey - Charles Mingus - Coleman Hawkins - Dizzy Gillespie -Bill Evans - Sarah Vaughan

### 1983
Sidney Bechet - Ben Webster - Wes Montgomery - Harry James - Stan Getz - Gene Krupa - Eddie Condon - Jimmy Dorsey - Eubie Blake - Ma Rainey

### 1984
King Oliver - Charlie Barnet - Claude Thornhill - Eric Dolphy - Chuck Berry - Gerry Mulligan - Django Reinhardt - Fats Navarro - Chick Webb - Carmen McRae

### 1985
Art Tatum - Roy Eldridge - Mary Lou Williams - Cannonball Adderley - Bunny Berigan - Jay McShann - Clifford Brown - Jack Teagarden - Illinois Jacquet - Billy Eckstine

### 1986
Red Nichols - Bunk Johnson - Lil Hardin Armstrong - Dave Brubeck - Kenny Clarke - Kid Ory - Gil Evans - Eddie Lang - Lionel Hampton - Johnny Hartman

### 1987
Pee Wee Russell - Willie Smith - Bennie Moten - Cab Calloway - Ray Noble - Sun Ra - Chet Baker - Jimmie Lunceford - Scott Joplin - Jimmie Noone - Dinah Washington

### 1988
Quincy Jones - J. J. Johnson - Dexter Gordon - Johnny Dodds - Buddy Tate - Billy May - Buddy Bolden - Benny Carter - Jimmy Rushing

### 1989
Ornette Coleman - Fats Waller - Frankie Carle - Milt Jackson - Shorty Rogers - Sonny Stitt - Isham Jones - Lawrence Welk - Mildred Bailey

### 1990
Artie Shaw - Buck Clayton - Kenny Burrell - Johnny Hodges - Don Redman - Jo Jones - Les Paul - Mel Tormé

### 1991
Horace Silver - Clarence Williams - Paul Desmond - Andy Kirk - Baby Dodds - Bud Powell - Max Roach - Red Norvo - Lena Horne

### 1992
Ben Pollack - Jimmy McPartland - Hal Kemp - Bud Freeman - Zoot Sims - Oscar Pettiford - Pops Foster - Sammy Kaye - Guy Lombardo - Peggy Lee

### 1993
James Moody - Budd Johnson - Louie Bellson - Meade Lux Lewis - Paul Whiteman - John Kirby - Cootie Williams - Erroll Garner - Louis Prima - Teddy Wilson - Nat King Cole

### 1994
Clark Terry - Freddie Hubbard - Sweets Edison - Paul Chambers - Stuff Smith - Raymond Scott - Jimmy Blanton - Wynton Kelly - Rex Stewart - Betty Carter

### 1995
Don Cherry - Oscar Peterson - Herbie Hancock - Red Allen - Thad Jones - Joe Pass - Tito Puente - Stéphane Grappelli - Joe Williams

### 1996
Wynton Marsalis - Tal Farlow - Doc Cheatham - Sid Catlett - Tex Beneke - Lucky Millinder - Al Cohn - Jess Stacy - Milt Hinton - Alberta Hunter

### 1997
Wild Bill Davison - Bobby Hackett - Pete Fountain - Ray Brown - Tony Williams - Freddie Keppard - Mel Powell - Muggsy Spanier - Charlie Shavers - Tony Bennett

### 1998
Eddie Miller - Dorothy Donegan - Wayne Shorter - Yank Lawson - Claude Hopkins - Adrian Rollini - Art Hodes - Will Bradley - Louis Jordan - Maxine Sullivan

### 1999
Sonny Rollins - Barney Kessel - Billy Taylor - Jonah Jones - Tommy Flanagan - Barry Harris - Marian McPartland - Nancy Wilson - Les Brown - Stanley Dance

### 2000
Joe Venuti - Harry Carney - Dave Tough - Sy Oliver - Hank Jones - Freddie Green - Chubby Jackson - McCoy Tyner - Ron Carter - Shirley Horn

### 2001
Art Farmer - Lawrence Brown - Lennie Tristano - Tadd Dameron - Jimmy Rowles - John Lewis - Terry Gibbs - Toshiko Akiyoshi - Gerald Wilson - Helen Forrest

### 2002
John Lewis - Buddy DeFranco - Lennie Tristano - Ralph Sutton - Shelly Manne - Art Pepper - Bing Crosby - Nina Simone - T-Bone Walker - Glen Gray’s Casa Loma Orchestra - George T. Simon

### 2003
Bob Brookmeyer - Jim Hall - Toshiko Akiyoshi - Jimmy Rowles - Ray Nance - Scott LaFaro - Howard McGhee - J. C. Higginbotham - Bob Eberly - Jo Stafford - Eddie Sauter - B. B. King - Ted Weems - Norman Granz

### 2004
Mundell Lowe - Specs Powell - Paul Tanner - Gerald Wilson - Terry Gibbs - Tadd Dameron - Paul Gonsalves - Trummy Young - Perry Como - Martha Tilton - Sammy Nestico - Ray Charles - William McKinney - Helen Oakley Dance - Irving Berlin